# Thorame-Basse
Thorame-Basse – miejscowość i gmina we Francji, w regionie Prowansja-Alpy-Lazurowe Wybrzeże, w departamencie Alpy Górnej Prowansji.

## Demografia
Według danych na rok 1990 gminę zamieszkiwało 146 osób, a gęstość zaludnienia wynosiła 1,5 osób/km². W styczniu 2015 r. Thorame-Basse zamieszkiwały 233 osoby, przy gęstości zaludnienia wynoszącej 2,4 osób/km².